# Simon Williams (joueur d'échecs)
Pour les articles homonymes, voir Williams et Simon Williams.
Simon Williams est un joueur d'échecs et journaliste anglais, né le 30 novembre 1979 à Guildford, qui est surtout connu sous le pseudonyme « GingerGM ».
Au 1er août 2021, il est le quinzième joueur anglais avec un classement Elo de 2 464 points.

## Biographie et carrière
Simon Williams finit deuxième ex æquo (troisième au départage) du championnat d'échecs de Grande-Bretagne en 2004 et 2009.
Grand maître international depuis janvier 2009, Simon Williams remporta le championnat international open de Suisse à Grächen en juillet 2009 devant Viktor Kortchnoï.
En décembre 2010, il finit premier ex æquo de l'open du tournoi Chess Classic de Londres, ex æquo avec Gawain Jones.
Il a représenté l'Angleterre lors du championnat d'Europe d'échecs des nations de 2009 et marqua 4,5 points sur 9 au quatrième échiquier.
Il est commentateur officiel du Festival d'échecs de Gibraltar depuis 2016.

## Publications
Simon Williams a publié de nombreux livres sur les ouvertures.
- Play the Classical Dutch, Gambit Publications, 2003.
- The new Sicilian Dragon, Everyman Chess,  2003
- Improve Your Attacking Chess, Gambit Publications, 2004.
- How to Crush Your Chess Opponents : An Inspiring Guide for the Modern Attacker, Gambit Publications,  2008.
- How to Win at Chess – Quickly!, Everyman Chess,  2010.
- Attacking Chess. The French : A Dynamic Repertoire for Black, Everyman Chess,  2011.
- SOS – Secrets of Opening Surprises 13, Chapitre 3 – The Williams Anti-Grunfeld Variation, New in Chess, 2011.
- SOS – Secrets of Opening Surprises 14, Chapitre 4, The Kings Gambit: Tartakower Variation, New In Chess, 2011.
- The Killer Dutch, Everyman Chess,  2015.